# Старе Село (Давидівська сільська громада)
Старé Селó — село Львівського району Львівської області.
Розташоване за 22 км на півд. схід від Львова.

## Історія
Перша письмова згадка — з 1454 року, коли вельможа, коломийський староста Ян Завіша з Ґрабова призначив дотацію для костелу цього села.
Краєзнавець XIX ст. Антоній Шнайдер зробив висновок, що Старе Село разом із Давидовом і Черепином первісно мали назву Черепів.
У податковому реєстрі 1515 року в селі документується піп (отже, уже тоді була церква), шинок і 18 ланів (близько 450 га) оброблюваної землі.
З середини квітня 1919 р. до Старого Села переведено Другу чоту 1-го повітроплавального загону (загін прив'язаних аеростатів) УГА. Тут аеростат вів спостереження за противником, про що свідчать постійні намагання поляків його знищити. На залізничній станції, за іншими даними — в руїнах місцевого замку, було встановлено зенітну гармату, яка прикривала балон III корпусу УГА. Однак через брак відповідного спорядження ця гармата не використовувалась, а балон прикривався вогнем кулеметів. 8 травня 1919 р. під час спроби знищити український аеростат у Старому Селі був збитий вогнем із землі польський літак, пілот якого Фрацішек Ях потрапив у полон.
29 серпня 2016 року в селі спочатку підірвали за допомогою закладеного в дорожне полотно заряду (або міни), потім розстріляли з автоматичної зброї позашляховик «Мерседес» класу ґелєндеваґен («кубик»), який належить ВАТ «Львівський холодокомбінат». Загинули водій та два охоронці авто. Подію пов'язують із замахом на власника ВАТ Богдана Копитка.

## Населення
За даним всеукраїнським переписом населення 2001 року, в селі мешкало 2119 осіб. Мовний склад села був таким:

### Мова
Розподіл населення за рідною мовою за даними перепису 2001 року:
| Мова            | Кількість | Відсоток |
| --------------- | --------- | -------- |
| українська      | 2113      | 99.72%   |
| російська       | 5         | 0.24%    |
| інші/не вказали | 1         | 0.04%    |
| Усього          | 2119      | 100%     |

## Пам'ятки архітектури
- Старосільський замок — найбільший на Львівщині, побудований 1584—1589 за участю Амвросія Прихильного, і відновлений у 1642 і 1654 роках у стилі східноєвропейського пізнього ренесансу.
- Дерев'яний храм Усікновення Голови св. Івана Хрестителя (1742) — розташований на північно-західній околиці села, пам'ятка архітектури.

## «Муніципальна варта»
З 2016 року в селі діє «муніципальна варта» чи «дружина». Задачами цієї організації декларується підтримка правопорядку в селі. На практиці члени організації вимагають надати документи, шляхи пересування селом та причини відвідування населеного пункту.
Основна точка знаходиться на перехресті біля замку, який часто відвідують туристи. Внаслідок цього Старе Село вже отримало сумну славу в спільноті львівських велолюбителів.
«Варта» з'явилась одразу після замаху на бізнесмена Копитка, має власну форму, користується квадроциклами, відеореєстраторами та іншими технічними засобами. Це знаходить часткове підтвердження і в фінансуванні організації: «Знайшлась людина, яка взяла на себе усі фінансові витрати, щоб муніципальна дружина могла належним чином функціонувати»
Слід зазначити, що діяльність муніципальної поліції в Україні до кінця не врегульована. Члени муніципальних органів користуються тими самими правами, що і звичані громадяни. Отже, перевіряючи документи, вимагаючи повідомити цілі візиту та шляхи пересування біля старовинного замку, ці громадяни займаються самовправством та порушують закони України.

## Відомі люди
- Михайло Казимир Радзивілл — магнат, 7 липня 1658 року брав шлюб у Старому Селі з Катериною Собеською[11].

## Галерея

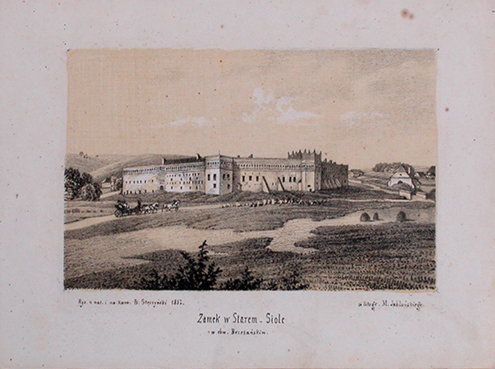
Літографія Боґуша Стенчинського (1852)
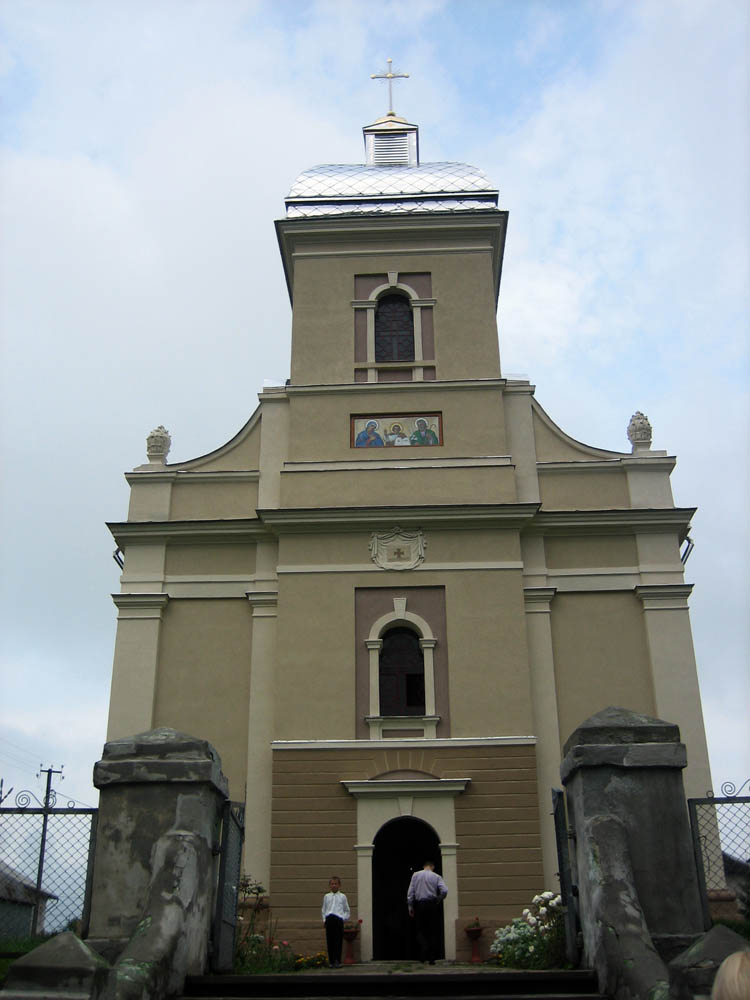
Мурована церква (колишній костел) у Старому Селі
Вежа Старосільського замку
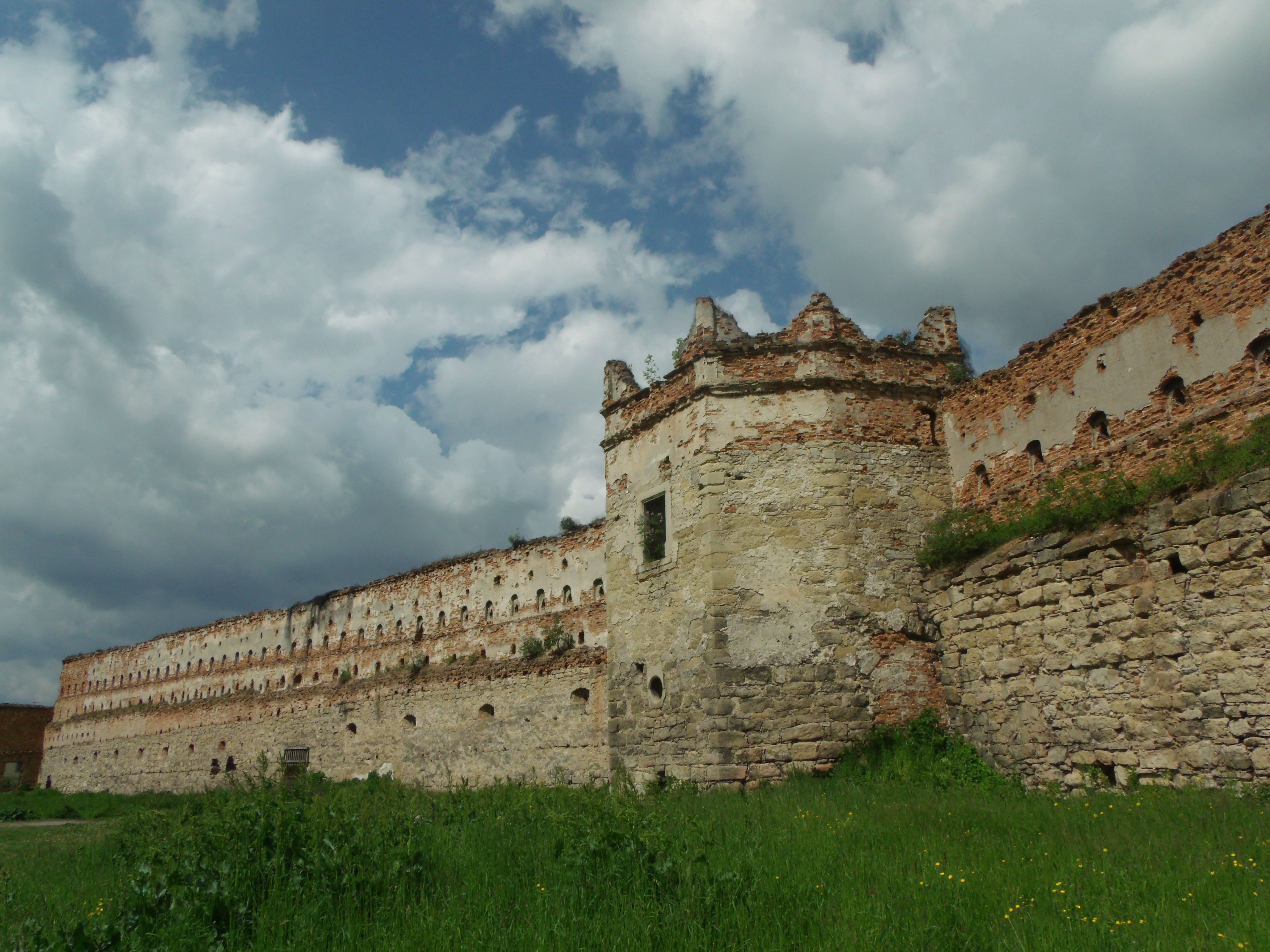
Одна з веж замку
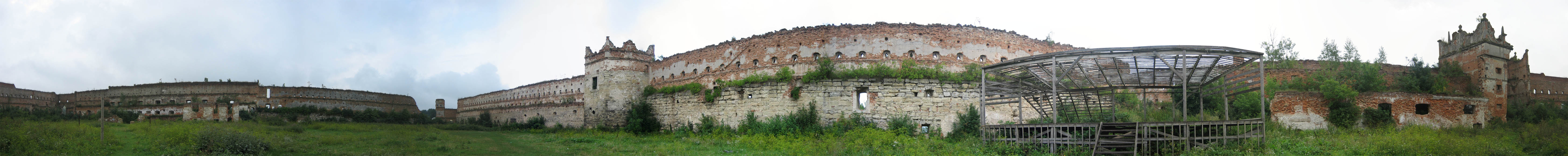
Панорама Старосільського замку
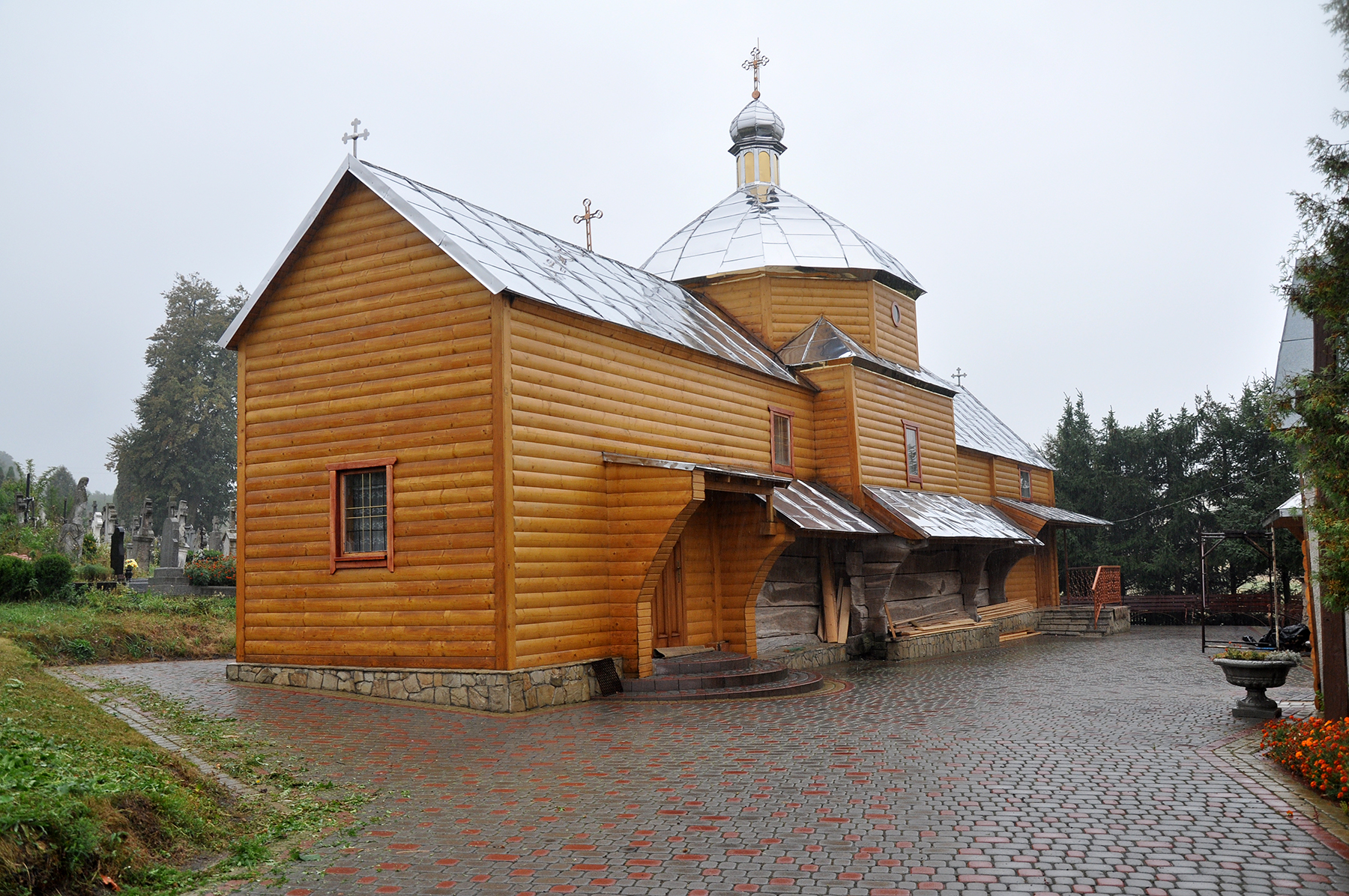
Дерев'яна церква Усікновення Голови святого Івана Хрестителя